# Helmut Wicht
Helmut Wicht (* 1958 in Darmstadt) ist ein deutscher Biologe, Anatom und Hochschullehrer an der Johann Wolfgang Goethe-Universität in Frankfurt/Main. 

## Leben
Helmut Wicht studierte Biologie mit Schwerpunkt Zoologie an der TH Darmstadt, wo er 1984 das Diplom erlangte und 1988 mit der Dissertation „Beiträge zur Morphologie, Anatomie und Evolution des dorsalen Thalamus der Amphibien“ zum Dr. rer. nat. promovierte. Nach einem Forschungsaufenthalt 1988/1989 an der Scripps Institution of Oceanography war er ab 1990 wissenschaftlicher Angestellter am Fachbereich Medizin der Goethe-Universität. 1997 habilitierte er sich ebenda mit der Schrift „Vergleichende Neuroanatomie der Myxinoiden“ (Venia legendi für das Gesamtfach Humananatomie). Von 1994 bis 2004 war er Prosektor der Dr. Senckenbergischen Anatomie an der Goethe-Universität. Ab 2004 war er persönlicher Assistent des damaligen Dekans des Fachbereichs Medizin der Goethe-Universität, Josef Pfeilschifter. Seit 2020 ist Helmut Wicht als Mitarbeiter bzw. Privatdozent am Dr. Senckenbergischen Institut für Geschichte und Ethik der Medizin tätig. Zu den Schwerpunkten seiner Forschung gehören Vergleichende Anatomie der Chordatiere, Chronobiologie und Geschichte der Anatomie.
Für seine unorthodoxe Lehre wurde Helmut Wicht im Jahre 2004 mit dem Universitätspreis für exzellente Lehre der Universität Frankfurt ausgezeichnet. Diese Entscheidung war umstritten. Neben seiner Lehrtätigkeit erlangte er auch hohe Beliebtheit durch seine Gedichte und Geschichten über das Motorradfahren, die er in Newsgroups und in einem Buch veröffentlichte. Für seine Beiträge im Weblog „Anatomisches Allerlei“ auf dem SciLogs-Portal erhielt er 2008 nach einem Vorschlag von Björn Schwentker den SciLogs-Preis. In Helmut Wichts wissenschaftlich-erzählerischen Büchern Anatomische Anekdoten (2010) und Andere anatomische Anekdoten (2014) berichtet er über seinen Alltag im Seziersaal der Frankfurter Anatomie.

## Werk
- Schräglagen und Wehklagen. Lach-Mal!-Verlag 2005 ISBN 3-9810128-0-1.
- Anatomische Anekdoten. Steinkopff Verlag, Berlin 2010, ISBN 978-3-7985-1897-1.
- Andere anatomische Anekdoten. Springer Medizin, Berlin 2014, ISBN 978-3-642-45002-0.